# Krystyna Czuba
Krystyna Bożena Czuba (ur. 1937 w Piotrkowie Trybunalskim) – polska polityk, nauczyciel akademicki, profesor nauk teologicznych, medioznawca, publicystka, senator IV kadencji.

## Życiorys
Absolwentka geografii na Uniwersytecie Łódzkim, na Akademii Teologii Katolickiej w Warszawie uzyskała stopień naukowy doktora, a w 2004 na UKSW stopień naukowy doktora habilitowanego nauk teologicznych. W 2009 otrzymała tytuł naukowy profesora. Kierowała Katedrą Pedagogiki Mediów na Uniwersytecie Kardynała Stefana Wyszyńskiego w Warszawie. Wykłada na tej uczelni (od 1995) i w Wyższej Szkole Kultury Społecznej i Medialnej w Toruniu, gdzie także zasiadła w radzie naukowej. Wcześniej była wykładowczynią m.in. Gdańskiego Instytutu Teologicznego.
W 1993 pełniła funkcję rzecznika prasowego i doradcy ministra edukacji narodowej. Należała do zespołu programowego Akcji Wyborczej Solidarność. W czasie przygotowań do referendum konstytucyjnego w 1997 opracowała broszurę Projekt nowej konstytucji przeciw Polsce, ku dechrystianizacji i rozbiorowi Polski, w której głosiła tezy, iż proponowany projekt odrzuca cywilizację łacińską i opiera się o zasady cywilizacji bizantyjsko-turańskiej, promuje ateizm, pozwoli na odbieranie dzieci rodzicom, doprowadzi do zadłużenia i upadku gospodarki. Później była senatorem IV kadencji z ramienia Akcji Wyborczej Solidarność, wybranym w województwie łomżyńskim. W kwietniu 2001 przystąpiła do Przymierza Prawicy i w tym samym roku bez powodzenia ubiegała się o reelekcję z ramienia Bloku Senat 2001 (z rekomendacji PiS). Od 2005 do 2007 pełniła funkcję doradcy prezesa Rady Ministrów, Kazimierza Marcinkiewicza i Jarosława Kaczyńskiego.
Od 2006 do 2010 zasiadała w radzie programowej TVP Polonia. Blisko współpracuje z Radiem Maryja. Publikuje m.in. w „Naszym Dzienniku” i „Mojej Rodzinie”.

## Odznaczenia
W 2009, za wybitne zasługi w pracy naukowo-badawczej, dydaktycznej i społecznej, została odznaczona przez prezydenta Lecha Kaczyńskiego Krzyżem Oficerskim Orderu Odrodzenia Polski.

## Publikacje
- Ojczyzna w nauczaniu Jana Pawła II, Warmińskie Wydawnictwo Diecezjalne, Olsztyn 1990.
- Są takie kobiety, Soli Deo, Warszawa 1995, ISBN 83-903359-6-4.
- Media i władza, Ad Astra, Warszawa 1995, ISBN 83-901684-5-6.
- Spróbuj pomyśleć, Soli Deo, Warszawa 1997, ISBN 83-905518-8-8.
- Idea Europy kultur w nauczaniu Jana Pawła II, Soli Deo, Warszawa 2003, ISBN 83-88202-20-0.
- Katolickie podstawy etyki dziennikarskiej, Wyd. Wyższej Szkoły Kultury Społecznej i Medialnej, Toruń 2007, ISBN 978-83-89124-24-1.
- Służyć to dzielić się nadzieją. Polski zakonnik w armii amerykańskiej, Wyd. Sióstr Loretanek, Warszawa 2008, ISBN 978-83-7257-348-3.